# Ostoja Przemęcka
Ostoja Przemęcka este o arie protejată (sit de importanță comunitară — SCI) din Polonia întinsă pe o suprafață de 4.396,48 ha, integral pe uscat.

## Localizare
Centrul sitului Ostoja Przemęcka este situat la coordonatele 51°56′08″N 16°13′42″E / 51.9355°N 16.2284°E.

## Înființare
Situl Ostoja Przemęcka a fost declarat sit de importanță comunitară în octombrie 2009 pentru a proteja 1 specie de plante și 9 specii de animale.

## Biodiversitate
Situată în ecoregiunea continentală, aria protejată conține 17 habitate naturale: Mlaștini oligotrofe degradate, capabile încă de regenerare naturală, Mlaștini turboase de tranziție și turbării mișcătoare, Depresiuni pe substraturi de turbă de Rhynchosporion, Mlaștini calcaroase cu Cladium mariscus și specii de Caricion davallianae, Mlaștini alcaline, Păduri de fag Luzulo-Fagetum, Păduri de stejar și carpen Galio-Carpinetum, Păduri acidofile de stejar bătrân cu Quercus robur pe câmpii nisipoase, Mlaștini împădurite, Păduri aluvionare cu Alnus glutinosa și Fraxinus excelsior (Alno-Padion, Alnion incanae, Salicion albae), Vegetație psamofilă uscată cu pășuni deschise de Corynephorus și Agrostis, Ape puternic oligomezotrofe cu vegetație bentonică cu Chara spp., Lacuri eutrofice naturale cu vegetație de tip Magnopotamion sau Hydrocharition, Lacuri și iazuri distrofice naturale, Pajiști cu Molinia pe soluri calcaroase, turboase sau argilos-nămoloase (Molinion caeruleae), Fânețe de joasă altitudine (Alopecurus pratensis, Sanguisorba officinalis), Turbării active.
La baza desemnării sitului se află mai multe specii protejate:
- plante (1): Apium repens
- amfibieni (1): buhai de baltă cu burta roșie (Bombina bombina)
- mamifere (3): liliac cârn (Barbastella barbastellus), castor (Castor fiber), vidră de râu (Lutra lutra)
- nevertebrate (3): rădașcă (Lucanus cervus), fluturele purpuriu (Lycaena dispar), Osmoderma eremita
- pești (2): zvârluga (Cobitis taenia), boarță (Rhodeus amarus)